# Stygobromus parvus
Stygobromus parvus är en kräftdjursart som först beskrevs av John R. Holsinger 1969.  Stygobromus parvus ingår i släktet Stygobromus och familjen Crangonyctidae. IUCN kategoriserar arten globalt som sårbar. Inga underarter finns listade i Catalogue of Life.